# Kõue
Kõue (en estonio: Kõue vald) fue un municipio del Norte de Estonia. Formaba parte del Condado de Harju. Tenía 1685 habitantes (a 1 de enero de 2009) y cubría un área de 295.5 km².
El municipio desapareció en octubre de 2013 al integrarse en el municipio de Kose.
El centro administrativo del municipio estaba en el pueblo de Ardu, a 57 km de Tallin en la Autovía Tallinn–Tartu. En el municipio hay 38 pueblos: Aela, Äksi, Alansi, Ardu, Habaja, Harmi, Kadja, Kantküla, Katsina, Kirivalla, Kiruvere, Kõrvenurga, Kõue, Kukepala, Laane, Leistu, Lööra, Lutsu, Marguse, Nõmmeri, Nutu, Ojasoo, Pala, Paunaste, Paunküla, Puusepa, Rava, Riidamäe, Rõõsa, Saarnakõrve, Sääsküla, Sae, Silmsi, Triigi, Uueveski, Vahetüki, Vanamõisa, Virla.